# Somoni tayiko
El somoni (en tayiko: сомонӣ, código ISO 4217: TJS) es la moneda oficial de Tayikistán. El somoni está dividido en 100 dirams (en tayiko дирам). El nombre de la moneda proviene del fundador del estado tayiko, el samánida Ismail Samani.
El 30 de octubre de 2000 el somoni sustituyó como unidad monetaria del país al rublo tayiko con una tasa de cambio de 1.000 rublos = 1 TJS.

## Monedas
Las primeras monedas fueron emitidas por el Banco Nacional de Tayikistán en 2001. La ceca donde se acuñaron fue San Petersburgo. Existen denominaciones de 5, 10, 20, 25, 50 dirams y 1, 3 y 5 somonis.
En el año 2006 se cambió la aleación con la que se acuñaban las monedas de 25 y 50 dirams.

### Series 2001-2007
| Imagen | Denominación | Metal    | Canto                 | Diámetro (mm.) | Peso (gr.) | Anverso                                                      | Reverso                                        |
| ------ | ------------ | -------- | --------------------- | -------------- | ---------- | ------------------------------------------------------------ | ---------------------------------------------- |
|        | 5 Diram      | Cu+Ni+Zn | Liso                  | 16,50          | 2,00       | Emblema nacional - ҶУМҲУРИИ ТОҶИКИСТОН - año de acuñación    | 5 ДНРАМ                                        |
|        | 10 Diram     | Cu+Ni+Zn | Liso                  | 17,50          | 2,40       | Emblema nacional - ҶУМҲУРИИ ТОҶИКИСТОН - año de acuñación    | 10 ДНРАМ                                       |
|        | 20 Diram     | Cu+Ni+Zn | Estriado              | 18,50          | 2,70       | Emblema nacional - ҶУМҲУРИИ ТОҶИКИСТОН - año de acuñación    | 20 ДНРАМ                                       |
|        | 25 Diram     | Cu+Ni+Zn | Liso                  | 19,00          | 2,76       | Emblema nacional - ҶУМҲУРИИ ТОҶИКИСТОН - año de acuñación    | 25 ДНРАМ                                       |
|        | 50 Diram     | Cu+Ni+Zn | Liso                  | 21,00          | 3,60       | Emblema nacional - ҶУМҲУРИИ ТОҶИКИСТОН - año de acuñación    | 50 ДНРАМ                                       |
|        | 1 Somoni     | Cu+Ni    | Estriado discontinuo  | 24,00          | 5,20       | Ismail Samani - ҶУМҲУРИИ ТОҶИКИСТОН - ЯК CОМОНЙ              | 1 CОМОНЙ - Emblema nacional - año de acuñación |
|        | 3 Somoni     | Cu+Ni    | leyenda               | 25,50          | 6,30       | Escudo de armas - ҶУМҲУРИИ ТОҶИКИСТОН Denominación CE CОМОНЙ | 3 CОМОНЙ - Emblema nacional - año de acuñación |
|        | 5 Somoni     | Cu+Ni    | Estriado y segmentado | 26,50          | 7,00       | Rudaki - РЎДАКЙ - ҶУМҲУРИИ ТОҶИКИСТОН - ПАНЧ CОМОНЙ          | 5 CОМОНЙ - Emblema nacional - año de acuñación |

### Series 2011
| Imagen | Denominación | Metal    | Canto                | Diámetro (mm.) | Peso (gr.) | Anverso                                                   | Reverso  |
| ------ | ------------ | -------- | -------------------- | -------------- | ---------- | --------------------------------------------------------- | -------- |
|        | 1 Diram      | Cu+Ni+Zn | Liso                 | 14,50          | 1,30       | Emblema nacional - ҶУМҲУРИИ ТОҶИКИСТОН - año de acuñación | 1 ДНРАМ  |
|        | 2 Diram      | Cu+Ni+Zn | Liso                 | 16,00          | 1,60       | Emblema nacional - ҶУМҲУРИИ ТОҶИКИСТОН - año de acuñación | 2 ДНРАМ  |
|        | 5 Diram      | Cu+Ni+Zn | Liso                 | 18,00          | 2,00       | Emblema nacional - ҶУМҲУРИИ ТОҶИКИСТОН - año de acuñación | 5 ДНРАМ  |
|        | 10 Diram     | Cu+Ni+Zn | Liso                 | 20,50          | 3,00       | Emblema nacional - ҶУМҲУРИИ ТОҶИКИСТОН - año de acuñación | 10 ДНРАМ |
|        | 20 Diram     | Cu+Ni+Zn | Estriado             | 23,50          | 4,50       | Emblema nacional - ҶУМҲУРИИ ТОҶИКИСТОН - año de acuñación | 20 ДНРАМ |
|        | 50 Diram     | Cu+Ni+Zn | Estriado discontinuo | 26,00          | 5,50       | Emblema nacional - ҶУМҲУРИИ ТОҶИКИСТОН - año de acuñación | 50 ДНРАМ |
|        | 1 Somoni     | Cu+Ni    | Estriado             | 27,00          | 5,20       | Emblema nacional - ҶУМҲУРИИ ТОҶИКИСТОН - año de acuñación | 1 CОМОНЙ |

## Billetes
Los billetes actualmente en circulación fueron emitidos por primera vez en 1999 y de nuevo en 2000. Los valores son de 1, 5, 20 y 50 dirams y de 1, 3, 5, 10, 20, 50 y 100 somoni. Los billetes con denominaciones en dirams están siendo retirados del mercado para finalmente ser sustituidos por monedas.
Los billetes están fabricados con un papel de 100% algodón compuesto de fibras incoloras que expuestas a la luz ultravioleta aparecen en rojo, azul y verde.
En los anversos aparecen retratos de personajes ilustres, los textos que indican las denominaciones de los billetes, dos líneas verticales ornamentales de dos colores, el escudo de armas de Tayikistán, la denominación en relieve con el sistema braille y las firmas del gobernador del Banco Nacional y el ministro de economía.
Todos los billetes tienen varias medidas de seguridad, tales como la marca de agua que reproduce el retrato del billete a menor escala, bandas metálicas, microtextos, impresiones en relieve, etc.
En 2022 los billetes en diram se retiran de curso legal.
A continuación se detallan las características de los billetes en circulación:
| Denominación | Efigie                                  | Color predominante | Dimensiones | Imagen del anverso | Imagen del reverso |
| ------------ | --------------------------------------- | ------------------ | ----------- | ------------------ | ------------------ |
| 1 Diram      | Ayni Ópera                              | Marrón             | 60 x 110 mm |                    |                    |
| 5 Diram      | Palacio de la Cultura                   | Azul               | 60 x 110 mm |                    |                    |
| 20 Diram     | Salón de recepciones del Banco Nacional | Azul               | 60 x 110 mm |                    |                    |
| 50 Diram     | Ismail Samani                           | Rosa               | 60 x 110 mm |                    |                    |

| Denominación | Efigie                | Color predominante | Dimensiones | Imagen del anverso | Imagen del reverso |
| ------------ | --------------------- | ------------------ | ----------- | ------------------ | ------------------ |
| 1 Somoni     | Mirzo Tursunzoda      | Verde              | 65 x 141 mm |                    |                    |
| 3 Somoni     | Shirinsho Shotemur    | Morado             | 65 x 141 mm |                    |                    |
| 5 Somoni     | Sadriddin Aini        | Azul               | 65 x 144 mm |                    |                    |
| 10 Somoni    | Mir Said Ali Hamadoni | Rosa               | 65 x 147 mm |                    |                    |
| 20 Somoni    | Avicena               | Naranja            | 65 x 150 mm |                    |                    |
| 50 Somoni    | Bobojon Ghafurov      | Azul               | 65 x 153 mm |                    |                    |
| 100 Somoni   | Ismail Samani         | Multicolor         | 65 x 156 mm |                    |                    |
| 200 Somoni   | Nusratullo Maksum     | Multicolor         | 71 x 156 mm |                    |                    |
| 500 Somoni   | Rudakí                | Multicolor         | 68 x 156 mm |                    |                    |